# Gare de Moorslede-Passchendaele
La gare de Moorslede-Passchendaele est une ancienne gare ferroviaire belge de la ligne 64, de Roulers à Ypres située sur le territoire de la commune de Moorslede, à la limite avec l'ancienne commune de Passchendaele, dans la province de Flandre-Occidentale en Région flamande.
Mise en service en 1868 par le Chemin de fer de la Flandre-Occidentale, elle ferme aux voyageurs en 1953 et aux marchandises en 1970.

## Situation ferroviaire
Établie à 35 m d'altitude, la gare de Moorslede était située au point kilométrique (PK) 10.0 de la ligne 64, de Roulers à Ypres entre les haltes de Vierkavenhoek et Kerselaar.

## Histoire
La station de Zonnebeke est mise en service le 12 avril 1868 par la Société des chemins de fer de la Flandre-Occidentale (FO), lorsqu'elle ouvre à l'exploitation la ligne de Roulers à Ypres construite par la Société belge de chemins de fer.
La Compagnie des chemins de fer de la Flandre-Occidentale est rachetée par l'État belge en 1907.
Lors de la Première guerre mondiale, la gare se trouve près de la ligne de front du côté allemand, dont l'armée est approvisionnée par le chemin de fer en venant de Roulers. Entre juillet et novembre 1917, les armées alliées lancent un assaut afin de réduire la pression sur le saillant d'Ypres. La bataille de Passchendaele, principalement menée par 50 divisions de troupes anglaises et du Commonwealth et quatre divisions françaises, se solde par une victoire alliée au prix d'au-moins 250 000 morts anglais, français, canadiens, australiens et néo-zélandais avec des pertes semblables du côté allemand. Sur un champ de bataille dégagé où les arbres et bâtiments ont été rayés de la carte par l'artillerie, le moindre obstacle devient un point stratégique et la voie ferrée en fait partie. De nombreux soldats sont tombés près du talus de la ligne de Roulers à Ypres. Une fois le terrain conquis, cette ligne appelée road to Paschendaele sera utilisée pour le transport de troupes par les Anglais. Entre les gares de Moorslede et Zonnebeke, quelques mètres de rails dans la tranchée près du cimetière militaire de Tyne Cot ont été conservés comme témoin après la fermeture de la ligne en 1970.
Au lendemain de la guerre, un bâtiment provisoire est érigé en attendant la nouvelle gare en briques et l'hôtel de la gare reconstruit pratiquement à l'identique ; il sera détruit lors d'un bombardement durant la Seconde Guerre.
La SNCB supprime les trains de voyageurs sur la ligne le 17 mai 1953 et la section terminale de la ligne entre Vierkavenhoek et Roulers est abandonnée en 1955. Moorslede reste desservi par des trains de marchandises jusqu'en 1970 et les rails sont enlevés l'année suivante. Le bâtiment de la gare, encore visible par après, a été démoli depuis, tout comme la halle aux marchandises.
Un chemin asphalté pour les piétons et cyclistes a depuis été aménagé sur cette partie de la ligne.

## Patrimoine ferroviaire
Plus rien ne subsiste du bâtiment des recettes de type « reconstruction » et des autres bâtiments à vocation ferroviaire.
Le premier bâtiment, identique à celui de la gare de Zonnebeke qui a également été rayé de la carte par les combats, était du type standard de la Société belge de chemins de fer, qui a construit la ligne. Son aspect est comparable à celui de la gare d'Oostrozebeke, qui existe toujours, transformé en habitation.
La gare provisoire qui le remplace consiste en une série de baraquements, au-moins trois, en planches ou en plaques goudronnées. Il était toujours utilisé en 1922 alors que l'hôtel de la gare, réplique de celui présent avant 1914, était déjà en activité.
Le bâtiment définitif de la gare reconstruite appartient au même plan type que celui de la gare de Langemark. Au total, huit exemplaires ont été bâtis en remplacement de gares belges détruites par faits de guerre. La présence d'une halle aux marchandises de cinq travées est attestée mais aucune photo ne montre les autres annexes (bâtiment des WC et maison du chef de gare) qui se retrouvent à proximité des bâtiments de gare de cette version. À noter qu'à Zonnebeke, l’État belge fera le choix inverse de réaliser un bâtiment plus grand qui comprend un logement de fonction à l'étage.
Encore présent vers 1975, bien qu'en mauvais état, il a été démoli par la suite. L'hôtel de la gare a été remplacé après la Seconde Guerre par le café Kaasdaal et un parking donnant notamment accès à la fromagerie Passendale est installé sur l'ancienne cour à marchandises.